# Liste der Kulturdenkmale in Pfullingen

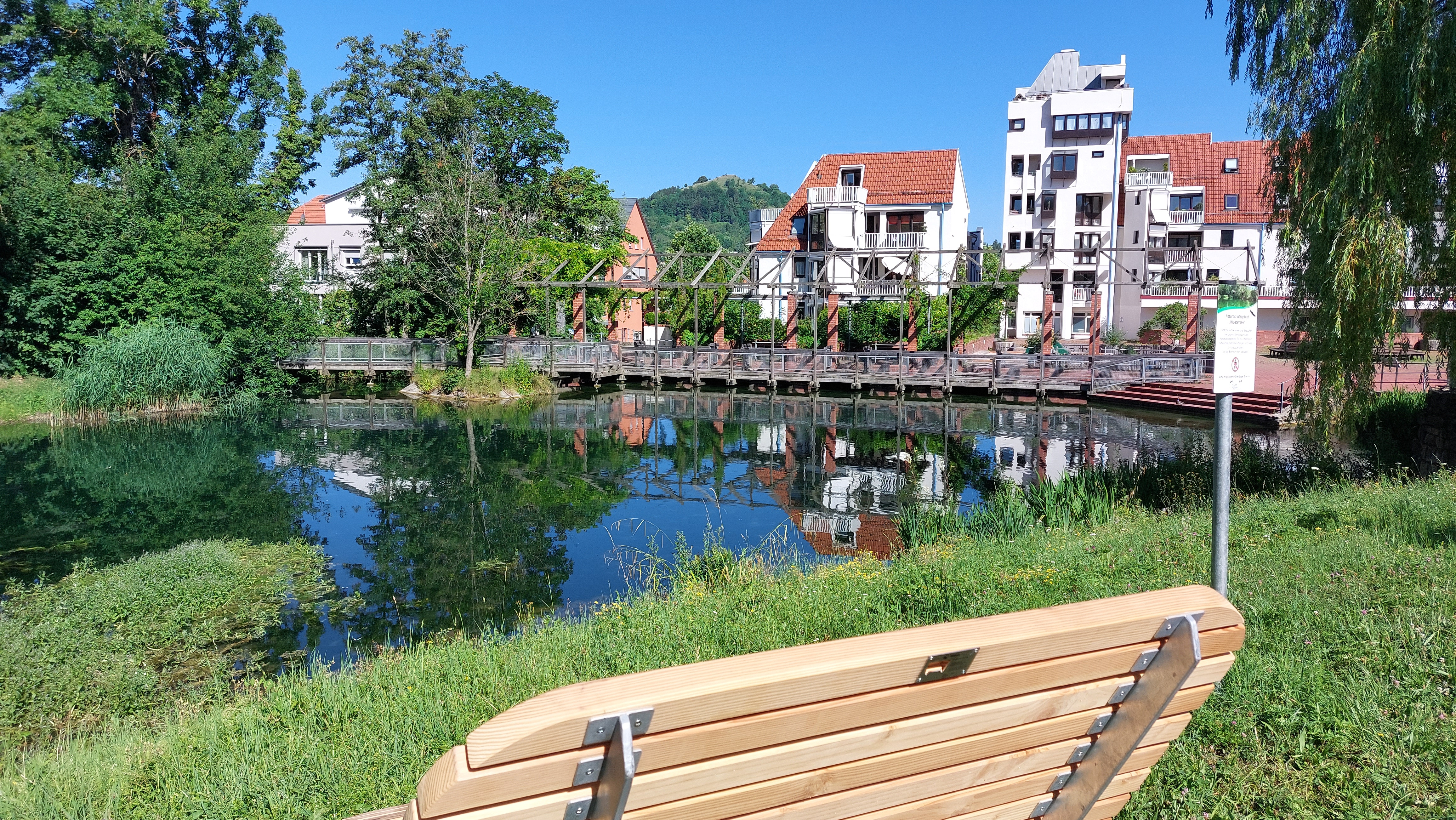

Die Liste der Kulturdenkmale in Pfullingen gibt einen Überblick über die Kulturdenkmale in der süddeutschen Stadt Pfullingen im Landkreis Reutlingen in Baden-Württemberg.
Die Liste ist nicht vollständig. Sie enthält unter anderem diejenigen 15 Objekte, zu denen das Landesamt für Denkmalpflege Baden-Württemberg Daten im landeskundlichen Online-Informationssystem LEO-BW bereitgestellt hat (Stand: Januar 2022).

## Allgemein
- Bild: Zeigt ein ausgewähltes Bild aus Commons, „Weitere Bilder“ verweist auf die Bilder im Medienarchiv Wikimedia Commons.
- Bezeichnung: Nennt den Namen, die Bezeichnung oder die Art des Kulturdenkmals.
- Lage: Straßenname und Hausnummer oder Flurstücknummer des Kulturdenkmals, gegebenenfalls auch den Ortsteil. Die Grundsortierung der Liste erfolgt nach dieser Adresse. Der Link (Karte) führt zu verschiedenen Kartendiensten mit der Position des Kulturdenkmals. Fehlt dieser Link, wurden die Koordinaten noch nicht eingetragen. Sind diese bekannt, können sie über ein Tool mit einer Kartenansicht einfach nachgetragen werden. In dieser Kartenansicht sind Kulturdenkmale ohne Koordinaten mit einem roten bzw. orangen Marker dargestellt und können durch Verschieben auf die richtige Position in der Karte mit Koordinaten versehen werden. Kulturdenkmale ohne Bild sind an einem blauen bzw. roten Marker erkennbar.
- Datierung: Baubeginn, Fertigstellung, Datum der Erstnennung oder grobe zeitliche Einordnung entsprechend des Eintrags in der zuständigen Denkmaldatenbank (Landesamt für Denkmalpflege Baden-Württemberg).
- Beschreibung: Kurzcharakteristik des Kulturdenkmals.

## Liste
| Bild           | Bezeichnung                | Lage                      | Datierung   | Beschreibung | ID |  |
| -------------- | -------------------------- | ------------------------- | ----------- | --- | -- |  |
| Weitere Bilder | Baumannsche Mühle          | Josefstraße 5 (Karte)     | 1799        | Mahlmühle bestehend aus Mühle mit Ausstattung, zweigeschossiges, traufständiges, verputztes Gebäude mit Krüppelwalmdach, Anbau mit überdachter Radstube und Wehr, Antrieb durch Turbine, Wasserrad von 1900, Energielieferant für Industriebetriebe wie zum Beispiel die Papierfabrik Laiblin, restauriert 1988. Die Baumannsche Mühle beherbergt heute unter anderem das Württembergische Trachtenmuseum, das Mühlenmuseum und ein Infozentrum des Biosphärengebiets Schwäbische Alb. |    |  |
| Weitere Bilder | Erlenhof                   | Erlenhof 1 (Karte)        | 1904        | Hofanlage bestehend aus Wohn- und Ökonomiegebäuden und Garten. Wohnhaus, zweigeschossiges Gebäude mit Krüppelwalmdach, Erdgeschoss massiv, Obergeschoss und Giebel Fachwerk, Anbau mit hölzerner Laube und Wandbrunnen, Treppenturm und Verbindungsgang führen zum zweigeschossigen Saalbau mit zum Teil Sichtfachwerk und Krüppelwalmdach, darin ein Deckengemälde, im Garten ein Gerätehäuschen und ein skulptierter Stein, im Auftrag von Louis Laiblin und nach Plänen von Theodor Fischer erbaut, anfangs befand sich in der Anlage eine Künstlerkolonie, 1927 kauften Agathe und Ernst Saulmann das Anwesen, mussten jedoch 1935 vor den Nationalsozialisten fliehen, Heute ist das Gelände in Privateigentum. |    |  |
| Weitere Bilder | Flad'sche Sägemühle        | Hohe Straße 10 (Karte)    | 1721        | von 1846 bis 1861 als Fadenzwirnerei genutzt, Säge bis 1997 gewerblich genutzt, noch heute zu Demonstrationszwecken in Betrieb, Wasserrad 1967 durch eine Turbine ersetzt |    |  |
| Weitere Bilder | Friedenskirche             | Wolfgangstraße 2 (Karte)  | 1903        | Evangelisch-methodistische Friedenskirche, ehemaliges Pastorenwohnhaus mit Betsaal, zweigeschossiges, traufständiges Backsteingebäude mit übergiebeltem Mittelrisalit, rundbogigen und segmentbogigen Doppelfenstern, Stockwerkgesims und Staffelgiebel, nach Plänen von Dietrich Senner |    |  |
| Weitere Bilder | Klarissenkloster           | Klostergarten 2 (Karte)   | 1250 – 1278 | 1590 als Kloster aufgelöst, nur noch wenige Gebäude erhalten, darunter die Klosterkirche, heute Ausstellungs- und Veranstaltungsraum, Sprechgitter, das einzige noch erhaltene mittelalterliche Sprechgitter Europas Es inspirierte den Dichter Paul Celan zu seinem Sprachgitter. |    |  |
|                | Luftschutzkeller           | Schulstraße 16 (Karte)    |             | Unter dem Kindergarten der Schulstraße gelegen, zuletzt im Zweiten Weltkrieg genutzt, der Kindergarten wurde 1885 durch Mitglieder der Familie Laiblin gestiftet und ist seit 1910 städtisch. | BW |  |
| Weitere Bilder | Martinskirche              | Marktplatz 1 (Karte)      | 1580        | gotischer Bau mit barockem Turm. Bei Ausgrabungen 1962 fand man Überreste einer Holzkirche aus dem 7. Jahrhundert, einer ersten Steinkirche aus dem 8. oder 9. Jahrhundert, einer Saalkirche aus dem 10. oder 11. Jahrhundert und einer dreischiffigen romanischen Basilika aus dem 12. Jahrhundert. Von der heutigen Kirche entstand zunächst 1463 der spätgotische Chor als Anbau an die bestehende Basilika und um 1580 das heutige Langhaus. |    |  |
|                | Neske-Bibliothek           | Klosterstraße 28 (Karte)  |             | In der Neske-Bibliothek im früheren Wohn- und Verlagshaus Günther Neskes sind seit 2010 Werke aus dem Verlag Günther Neske ausgestellt. | BW |  |
| Weitere Bilder | Pfullinger Hallen          | Klosterstraße 110 (Karte) | 1904 – 1907 | Die Pfullinger Hallen (im Volksmund auch oft einfach: die Hallen) sind eine Mehrzweckhalle mit Festsaal und Turnhalle. Sie wurden von Louis Laiblin „zur Pflege des Schönen und Edlen“ gestiftet und von Theodor Fischer im Jugendstil entworfen. Eine Besonderheit ist die Gestaltung der Wände des Festsaals, die vollständig mit Malereien bekannter Künstler bedeckt sind. |    |  |
|                | Rathaus I                  | Marktplatz 5 (Karte)      | 1437        | Fachwerk, anfangs als Markthalle und Kornspeicher genutzt, Explosion eines Munitionsdepot der französischen Besatzungsmacht im Erdgeschoss am 23. Mai 1945, nach Reparatur um rund ein Drittel kürzer, Markierungen aus hellem Pflasterstein zeigen die ursprünglichen Gebäudeecken an. Heute ist es eines von fünf Rathäusern und der Dienstsitz des Pfullinger Bürgermeisters. |    |  |
|                | Rathaus II                 | Marktplatz 4 (Karte)      | 1686        | dreigeschossiges, giebelständiges Gebäude mit massivem Erdgeschoss und Zierfachwerk in den Obergeschossen, Rundbogenöffnungen, symmetrische Fensterachsen, wurde 1686 als Flecken- und Kornhaus erbaut und dient seit 1908 als Rathaus. Heute ist es eines von fünf Rathäusern. |    |  |
| Weitere Bilder | Scheune in der Griesstraße | Griesstraße 24/3 (Karte)  | 1450        | Scheune im Schlösslespark gegenüber dem Schlössle, heute Museum, Fachwerk über gemauertem Sockel, um 1450; teilweise umgebaut Ende 16. Jahrhundert; restauriert 1987 |    |  |
| Weitere Bilder | Schloss                    | Schlossstraße 22 (Karte)  | 1560 – 1565 | Jagdschloss, dreigeschossiges Gebäude aus Bruchstein mit Ecktürmen; im Innern hölzerne Kassettendecken, von Herzog Christoph als Jagdschloss, aber auch aus politischen Erwägungen nach Plänen von Aberlin Tretsch erbaut, Rest einer Vierflügelanlage, ehemaliger Sitz des Oberamtes, Heil- und Pflegeanstalt, heute Städtische- und Vereinsräume |    |  |
| Weitere Bilder | Schlössle                  | Griesstraße 24/1 (Karte)  | 1450        | von Caspar Remp erbaut und 1487 an Graf Eberhard im Bart verkauft, zweigeschossiger, traufständiger Fachwerkbau mit Bruchsteinsockel (gemauertes Erdgeschoss), Krüppelwalmdach und Rauchloch, Wohnstube mit Fenstererker und Bohlenbalkendecke, Begleitstrich- und Fachwerkillusionsmalerei, vermutlich 17. Jahrhundert, bis 1870 als Wohnhaus genutzt, vielfach umgebaut und erweitert, 1977 restauriert und in seinen Ursprungszustand zurückversetzt heute stadtgeschichtliches Museum, umgeben vom Schlösslespark |    |  |
| Weitere Bilder | Schönbergturm              | Schönberg (Karte)         | 1905        | „Pfullinger Unterhos“, Aussichtsturm, verputzte Eisenbetonkonstruktion mit Kupferdach; zwei achteckige Treppentürme verbunden mit einer Aussichtsgalerie, Höhe 28 m, nach Plänen von Theodor Fischer, auf dem Gipfel des Schönbergs gilt er als Wahrzeichen der Stadt, von Louis Laiblin gestiftet Besonders ist der Turm einerseits durch seine ungewöhnliche Form als Doppelturm, andererseits durch die Tatsache, dass der Schönbergturm als erster Eisenbetonturm der Welt gilt. Im Volksmund wird der Turm wegen seiner Form Unterhose bzw. schwäbisch Onderhos genannt. Er gehört dem Schwäbischen Albverein.                                                                                                  |    |  |
| Weitere Bilder | Uhlandschule               | Kaiserstraße 1 (Karte)    | 1904 – 1905 | dreigeschossige Dreiflügelanlage mit Backsteinfassaden, Rundbogenportalen und Staffelgiebeln; geräumiges Treppenhaus, zentrale Vorplätze, nach Plänen von Gutekunst, diente zunächst als Mädchenschulhaus und wurde im Zweiten Weltkrieg zum Lazarett umfunktioniert. beherbergt heute die Uhland-Grundschule und das Sonderpädagogisches Bildungs- und Beratungszentrum (SBBZ) |    |  |
| Weitere Bilder | Wohnhaus                   | Braikestraße 2 (Karte)    | 1909        | zweigeschossiges verputztes Eckhaus mit abgerundetem, dreigeschossigem Mittelrisalit, Mansardwalmdach und verschiedenen Fensterformen, nach Plänen der Architekten Krämer und Windmüller aus Reutlingen |    |  |
| Weitere Bilder | Villa Laiblin              | Klosterstraße 22 (Karte)  | 1872        | von Familie Laiblin nach Plänen des Architekten Hermann Zwißler erbaut, enthält Elemente der italienischen Spätrenaissance und des Jugendstils. In der Villa befinden sich heute Privatwohnungen, eine Arztpraxis, die Geschäftsstellen des Blasmusikverbands Neckar-Alb und des Chorverbands Ludwig Uhland sowie eine Dokumentationsstätte zum Leben und Wirken der Familie Laiblin. |    |  |